# Ha, Bhutan
Ha   este un oraș  în  partea de vest a Bhutanului,  centru administrativ al districtului Haa. Principala activitate economică o reprezintă cultura orezului.